# Hundvåg
Hundvåg est un arrondissement de la ville de Stavanger en Norvègen, dans le comté de Rogaland.
Hundvåg se trouve dans la partie sud-ouest de la grande municipalité de Stavanger. 

En plus de l'île Hundvåg, les autres îles de Stavanger sont :
Sølyst, Grasholmen, Engøy, Buøy, Bjørnøy, Roaldsøy et Ormøy. Ces îles sont reliées au continent par un pont à haubans (le « Stavanger City Bridge »).

## Quartiers
Bien que les frontières des quartiers ne correspondent pas exactement aux frontières de l'arrondissement, Hundvåg est composé à peu près des quartiers (delområder) suivants : Buøy et Hundvåg. 

## Politique
Hundvåg a un conseil d'arrondissement (bydelsutvalg). Le conseil est composé de 11 membres composé ainsi :
- 3 du Parti travailliste (Arbeiderpartiet)
- 1 du Parti démocrate-chrétien (Kristelig Folkeparti)
- 1 du Parti libéral (Venstre)
- 4 du Parti conservateur (Høyre)
- 2 du Parti du Progrès (Fremskrittspartiet)